# Sajóhídvég
Sajóhídvég község Borsod-Abaúj-Zemplén vármegyében, a Miskolci járásban.

## Fekvése
Három történelmi vármegye (Borsod, Abaúj-Torna, Zemplén) találkozásánál helyezkedik el, a Hernád bal partján, nem messze annak torkolata előtt.
A közvetlenül határos települések: észak felől Berzék, északkelet felől Tiszalúc, dél felől Köröm, nyugat felől pedig Ónod; a fentieken túl keleten érintkezik a határa még Girincs területével is.
Csak közúton közelíthető meg, Berzék vagy Köröm érintésével, a 3607-es úton (bár keleti határszélét érintik a 3611-es és a 3613-as utak is).

## Története
Sajóhídvég (Hídvég) Sajó menti település már az Árpád-korban is lakott hely volt. 1261-ben már az egri püspökség birtoka volt, nevét ekkor Hydueghe formában írták. 1341-ben a gróf Cseszneky család tulajdonába került. 1598-ban Mosdósy Péter özvegyének birtoka volt és a török hódoltsághoz tartozott. 1635-ben a Rákócziak ónodi várához tartozott, azonban a törökök ismét elfoglalták.
1666-ban Thököly Miklós is részbirtokosa volt. 1732-ben a Szirmay, Csekényi és a Török család volt Hídvég földesura; majd az Aspremont és az Almásy családé, utána pedig a gróf Erdődyeké lett. 1885-ben nagy tűzvész pusztított a községben.
A 20. század elején gróf Erdődy Gyula birtoka volt.

### Megyer
Hídvég körül feküdt egykor Megyer falu is, mely már a 14. században szerepelt az oklevelekben, Meger néven. 1400-ban az Isépiek, 1415-ben a Czudar, 1623-ban a Monoky család birtoka volt.

## Közélete

### Polgármesterei
- 1990–1994: Kerékgyártó János (független)[2]
- 1994–1998: Takács Győző (független)[3]
- 1998–2002: Takács Győző (független)[4]
- 2002–2006: Takács Győző (független)[5]
- 2006–2010: Takács Győző (független)[6]
- 2010–2014: Takács Győző (Fidesz-KDNP)[7]
- 2014–2019: Török Gergely (független)[8]
- 2019–2024: Török Gergely (független)[9]
- 2024– : Török Gergely (Fidesz-KDNP)[10]

## Népesség
A település népességének változása:
| Lakosok száma | 1080 | 1082 | 1109 | 1068 | 997  | 1027 | 1026 |
|               | 2013 | 2014 | 2015 | 2021 | 2022 | 2023 | 2024 |

2001-ben a település lakosságának 86%-a magyar, 14%-a cigány nemzetiségűnek vallja magát.
A 2011-es népszámlálás során a lakosok 92,4%-a magyarnak, 23,8% cigánynak mondta magát (7,5% nem nyilatkozott; a kettős identitások miatt a végösszeg nagyobb lehet 100%-nál). A vallási megoszlás a következő volt: római katolikus 35%, református 35,3%, görögkatolikus 2,3%, felekezeten kívüli 6,8% (19,5% nem válaszolt).
2022-ben a lakosság 95,3%-a vallotta magát magyarnak, 14,1% cigánynak, 0,3% ukránnak, 0,2% örménynek, 0,1% bolgárnak, 0,1% németnek, 1% egyéb, nem hazai nemzetiségűnek (4,6% nem nyilatkozott; a kettős identitások miatt a végösszeg nagyobb lehet 100%-nál). Vallásuk szerint 30,9% volt római katolikus, 31,3% református, 3,8% görög katolikus, 1,3% egyéb keresztény, 12,9% felekezeten kívüli (19,2% nem válaszolt).

## Nevezetességei
- Református temploma 1810-ben épült.

## Külső hivatkozások
- Hivatalos oldal